# Człopa (stacja kolejowa)
Człopa – nieczynna stacja kolejowa w Człopie, w powiecie wałeckim, w województwie zachodniopomorskim, w Polsce.